# Benedetto Brin

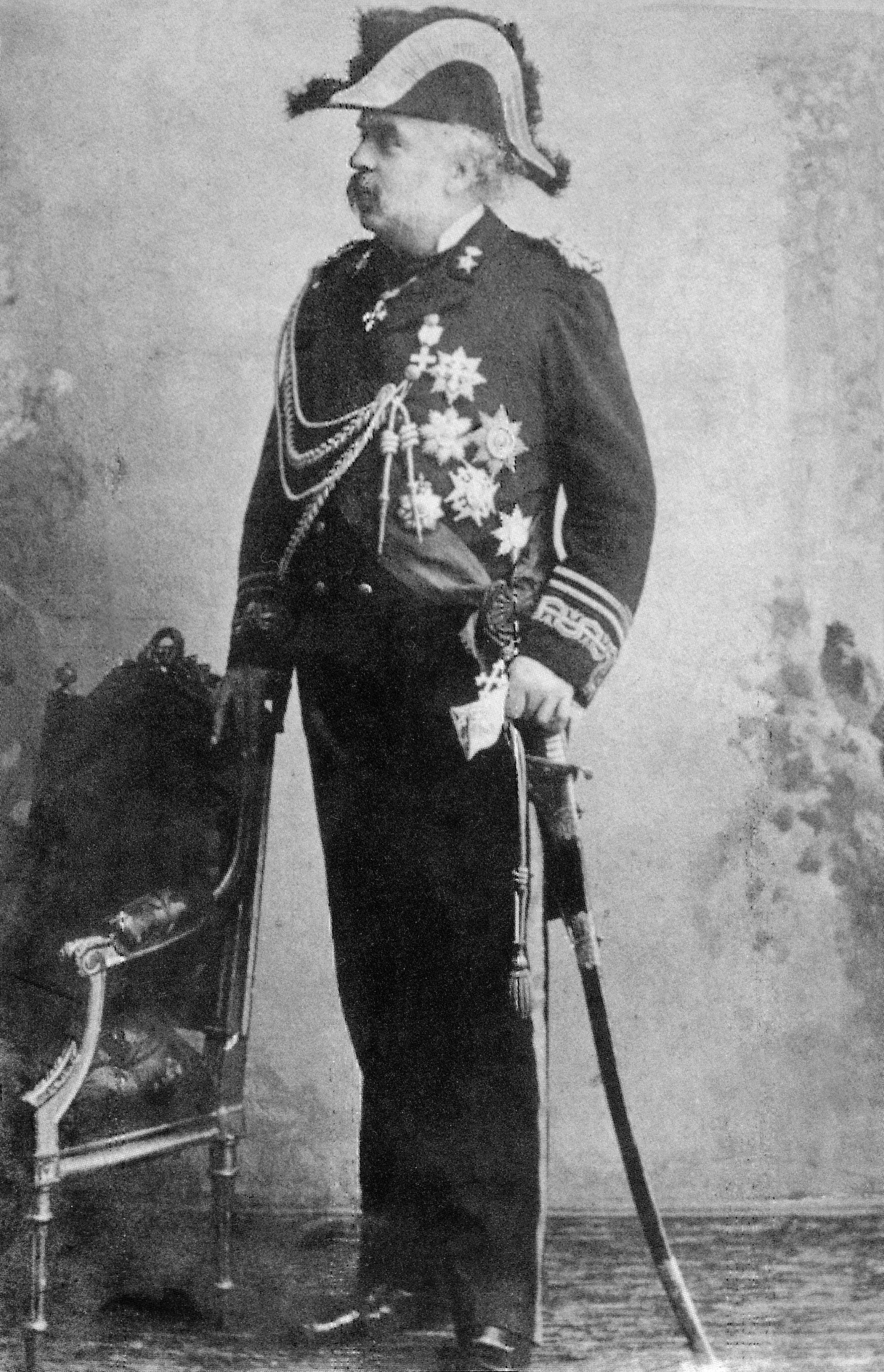
Benedetto Brin

Benedetto Brin (* 17. Mai 1833 in Turin; † 24. Mai 1898 in Rom) war ein italienischer Admiral und Politiker. Er gilt als Schöpfer der modernen italienischen Marine. Zwischen 1876 und 1898 war er mehrmals italienischer Marineminister und zwischen 1892 und 1893 italienischer Außenminister im Kabinett Giolitti I.

## Leben
Benedetto Brin war ein ausgebildeter Schiffbauingenieur. 1873 wurde er unter Marineminister Simone Pacoret de Saint Bon Staatssekretär und entwarf zahlreiche Kriegsschiffe. Nachdem 1876 eine Linksregierung an die Macht gekommen war, machte man ihn zum Marineminister.
In dieser Funktion setzte er das von Admiral de Saint Bon entwickelte Flottenprogramm mit einigen Modifikationen um. Unter seiner politischen Führung nahm die bis dato eher schwache italienische Schiffbauindustrie einen großen Aufschwung. Auch die italienische Flotte entwickelte und vervollständigte sich in allen ihren Komponenten erstmals auf systematische Weise. Benedetto Brin gilt auch als der Begründer der Accademia Navale. Er blieb unter verschiedenen Regierungen insgesamt elf Jahre auf seinem Posten, zeitweise setzte Ferdinando Acton die Arbeit von Brin in dessen Sinn fort.